# Любутка
Любутка — река в Андреапольском районе Тверской области, левый приток Торопы. Длина реки составляет 17,2 км.
Исток Любутки расположен в лесной местности, в 2,5 километрах к юго-востоку от деревни Донское Андреапольского сельского поселения. Течёт в северо-западном направлении через многочисленные озёра. Впадает в Торопу после села Воскресенское. Высота устья — 191,8 метра над уровнем моря.
Протекает через следующие озёра (от истока к устью): Бабынинское, Волчье, Житово, Горецкое, Спиридоновское, Симоновское, Гостилицкое, Бобовня, Велия и другие. Крупнейшее озеро на реке — Велия (площадь 1,1 км²).
Крупнейший населённый пункт на реке — село Воскресенское.